# باشگاه فوتبال زنان کیتچی
باشگاه فوتبال زنان کیتچی اس سی یک باشگاه فوتبال حرفه‌ای زنان از کشور هنگ کنگ است.